# Ernst Jacobsthal
Ernst Jacobsthal   (Berlín, 16 d'octubre de 1882 - Überlingen, 6 de febrer de 1965) va ser un matemàtic alemany nacionalitzat noruec.

## Vida i Obra
Ernst Jacobsthal era fill d'un metge i germà de l'arqueòleg Paul Jacobsthal. Va estudiar a la universitat de Berlín fins l'obtenció del doctorat el 1906 dirigit per Frobenius i Schur amb una tesi en la qual proporcionava la demostració de que els nombres primers de la forma {\displaystyle 4n+1} son iguals a la suma de dos nombres quadrats. El 1909 va ser nomenat professor al Kaiser Wilhelm Realgymnasium, un institut d'ensenyament secundari de Berlín, però també va ser professor ajudant d'Emil Lampe a la Universitat Tècnica de Berlín, on va obtenir l'habilitació docent el 1913. A partir de 1922 va ser professor titular en aquesta universitat.
El 1934, malgrat el suport del rector Rudolf Rothe, va ser desposseït de tots els seus càrrecs per la seva ascendència jueva. Després d'uns anys donant classes a secundària, el 1939 va decidir emigrar cap Anglaterra on vivia e seu germà Paul, un reconegut arqueòleg. Va sortir per Noruega per estar un temps amb el seu amic d'estudis Max Dehn a Trondheim. Quan els alemanys van ocupar Noruega el 1940 encara hi era i ja no va poder sortir. Va començar a donar classes al Institut Noruec de Tecnologia en el que treballava Max Dehn. El 1943, la situació pels jueus era tan insostenible que, amb el seu col·lega txec Pavel Kuhn i en unes condicions perilloses i deplorables, van travessar la frontera cap a la neutral Suècia, on van haver de viure pràcticament de l'almoina.
Després de la guerra va tornar a Noruega, va tornar a ser professor de l'Institut Noruec de Tecnologia a Trondheim i es va convertir en ciutadà noruec. Aquest temps a Trondheim va ser el mes fructífer de la seva carrera. També va ser professor visitant habitual a la Universitat Lliure de Berlín des de la seva fundació el 1948. Per motius de salut es va haver de retirar el 1957 i es va traslladar de Noruega al llac de Constança el 1958 buscant un clima menys fred.
A més de la teoria de nombres, Jacobsthal també va tractar l'àlgebra, la combinatòria i l'anàlisi matemàtica. La seqüència i els nombres de Jacobsthal porten el seu nom en el seu honor.